# Министерство на външните работи (Украйна)
Министерството на външните работи на Украйна е централен орган на изпълнителната власт, чиято дейност се урежда от Кабинета на министрите (правителството) на Украйна.
То е основният орган в системата на централните органи на изпълнителната власт при формулирането и прилагането на държавната политика във външните отношения на Украйна.
От 19 юни 2014 г. министър на външните работи е Павло Климкин.